# Дрозендорф-Циссерсдорф
Дрозендорф-Циссерсдорф — муніципалітет в районі Горн у Нижній Австрії. Налічує 1178 мешканців (станом на 1 Січень 2024). Головне місто — Дрозендорф Штадт.

## Географія

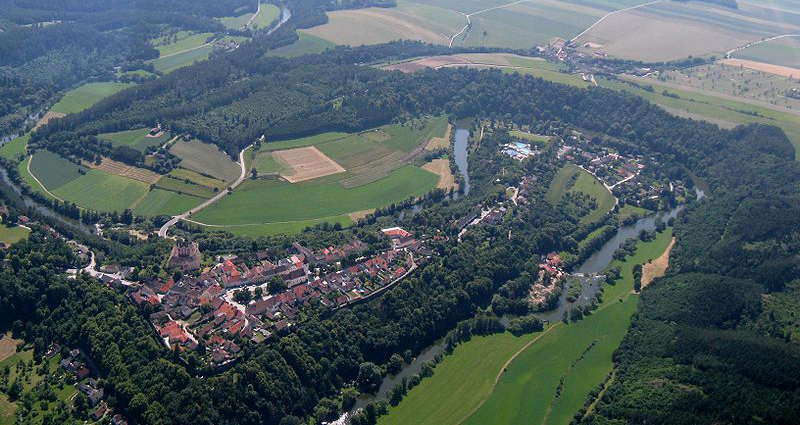
Дрозендорф-Штадт

Дрозендорф-Циссерсдорф розташований на річці Тая в північній частині регіону Вальдфіртель в Нижній Австрії, на кордоні з Чехією.
Прикордонний пункт Обертурнау-Вратенін розташований за 5 км на північ від Дрозенорф Штадт. Площа громади займає 53,45 км². Вкрито лісом 29,87% території.

### Структура громади
До складу муніципалітету входять наступні 12 населених пунктів:
- Аутендорф
- Дрозендорф Альтштадт
- Дрозендорф Штадт
- Ельзерн
- Генріхсрайт
- Обертурнау
- Пінґендорф
- Унтертурнау
- Вольфсбах
- Вольмерсдорф
- Цетліц
- Циссерсдорф
- Йоганнесталь

### Позиція
Муніципалітет складається з кадастрових кварталів: Аутендорф, Дрозендорф Альтштадт, Дрозендорф Штадт, Ельзерн, Гайнріхсрайт, Обертурнау, Пінґендорф, Унтертурнау, Вольфсбах, Воллмерсдорф, Цетліц і Ціссерсдорф.
Округ Дрозендорф-Циссерсдорф є членом невеликого регіону Таффа-Тая-Вайлд.

### Сусідні громади
|                   | Вратенін     | Шталки |
| Раабс-ан-дер-Тайя | Розташування | Ланґау |
| Японс             | Ґерас        |        |

### Розташування
| Прага 198 км             | Їглава 70 км | Брно 111 км   |
| Чеські Будейовиці 119 км | Розташування | Зноймо 42 км  |
| Цветль 58 км             | Горн 30 км   | Відень 111 км |

## Історія

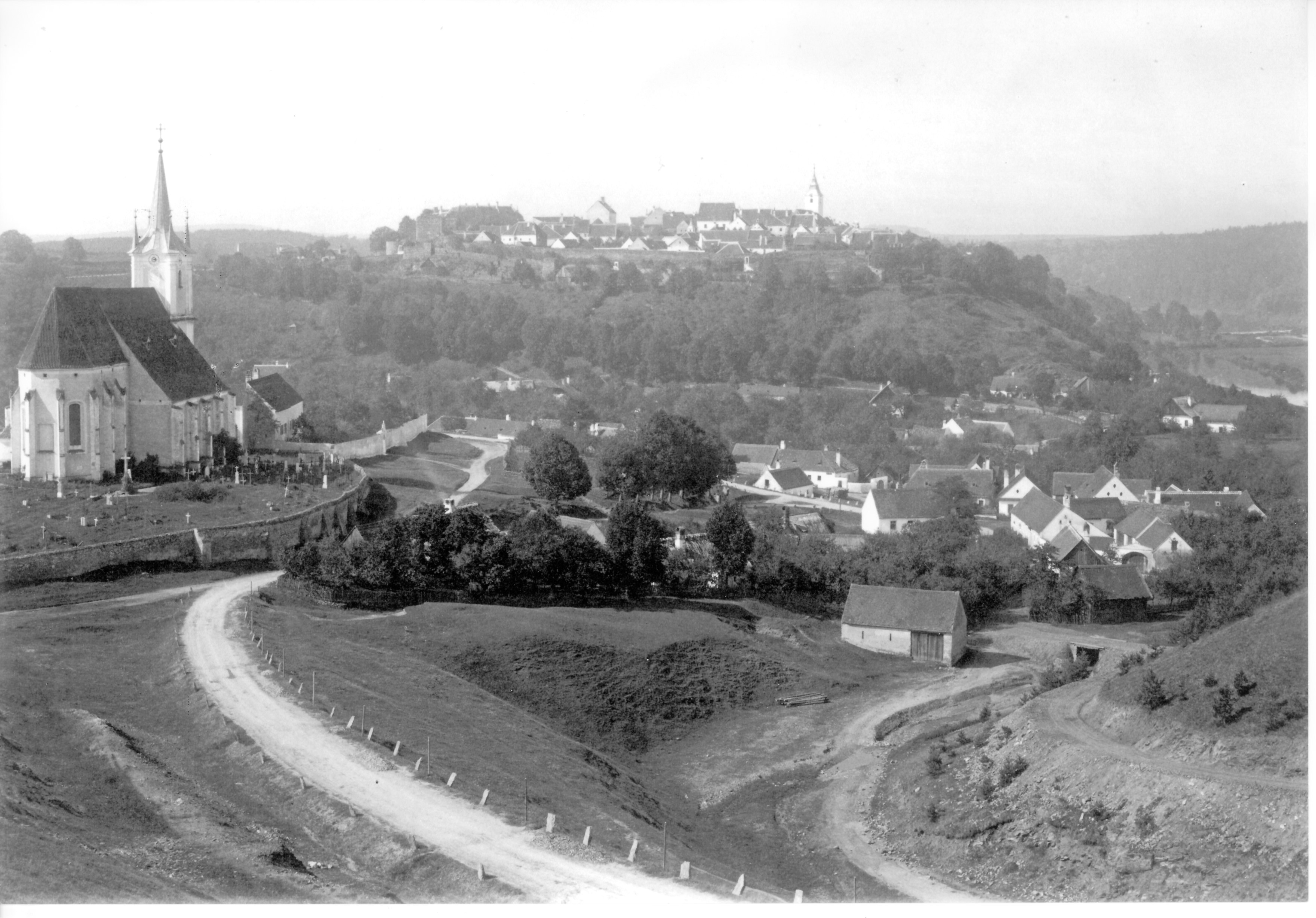
Дрозендорф Штадт близько 1860 року

Місто Дрозендорф Штадт вперше згадується в документі 1188 року. У липні 1278 року місто витримало облогу богемського короля Оттокара II протягом 16 днів, який витратив на марно час, протягом якого його супротивник Рудольф I зміг добре підготуватися до битви під Дюрнкрутом та Десенспейгеном. Під час Першої світової війни зерносховище міста Дрозендорф Штадт розташовувався в бункері.

## Культура і пам'ятки
Дрозендорф Альтштадт

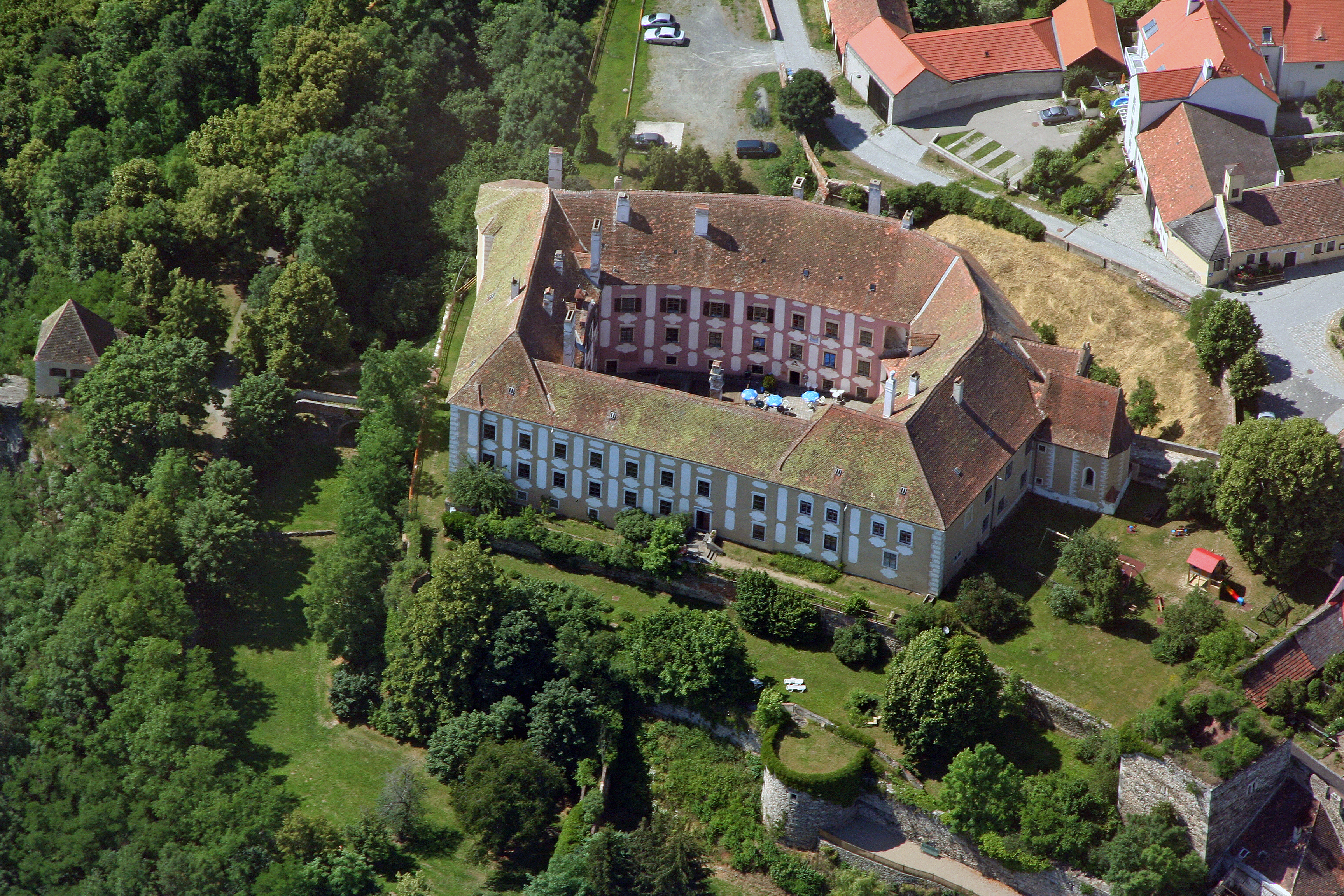
Замок Дрозендорф

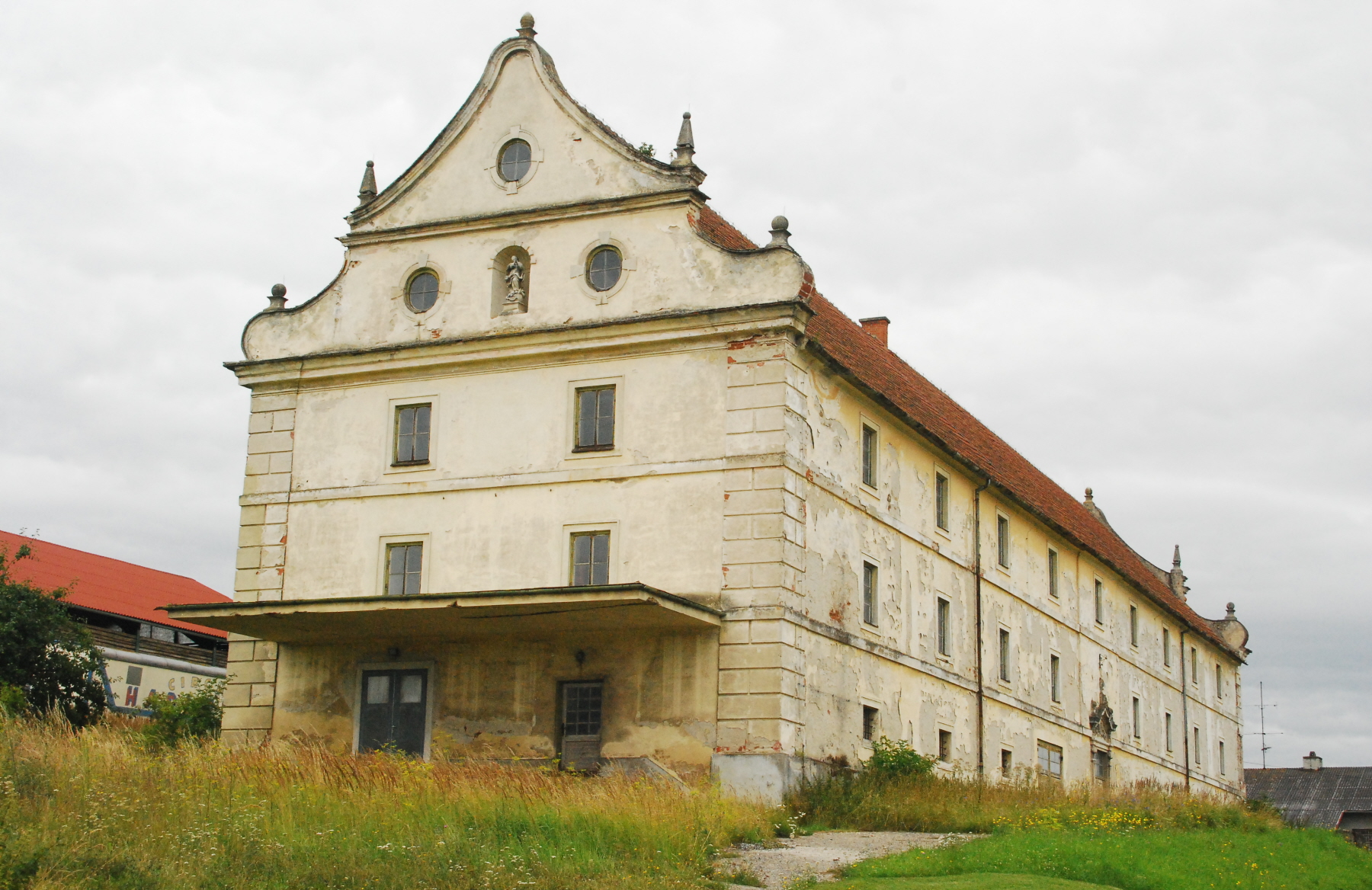
Зерносховище міста Дрозендорф Штадт

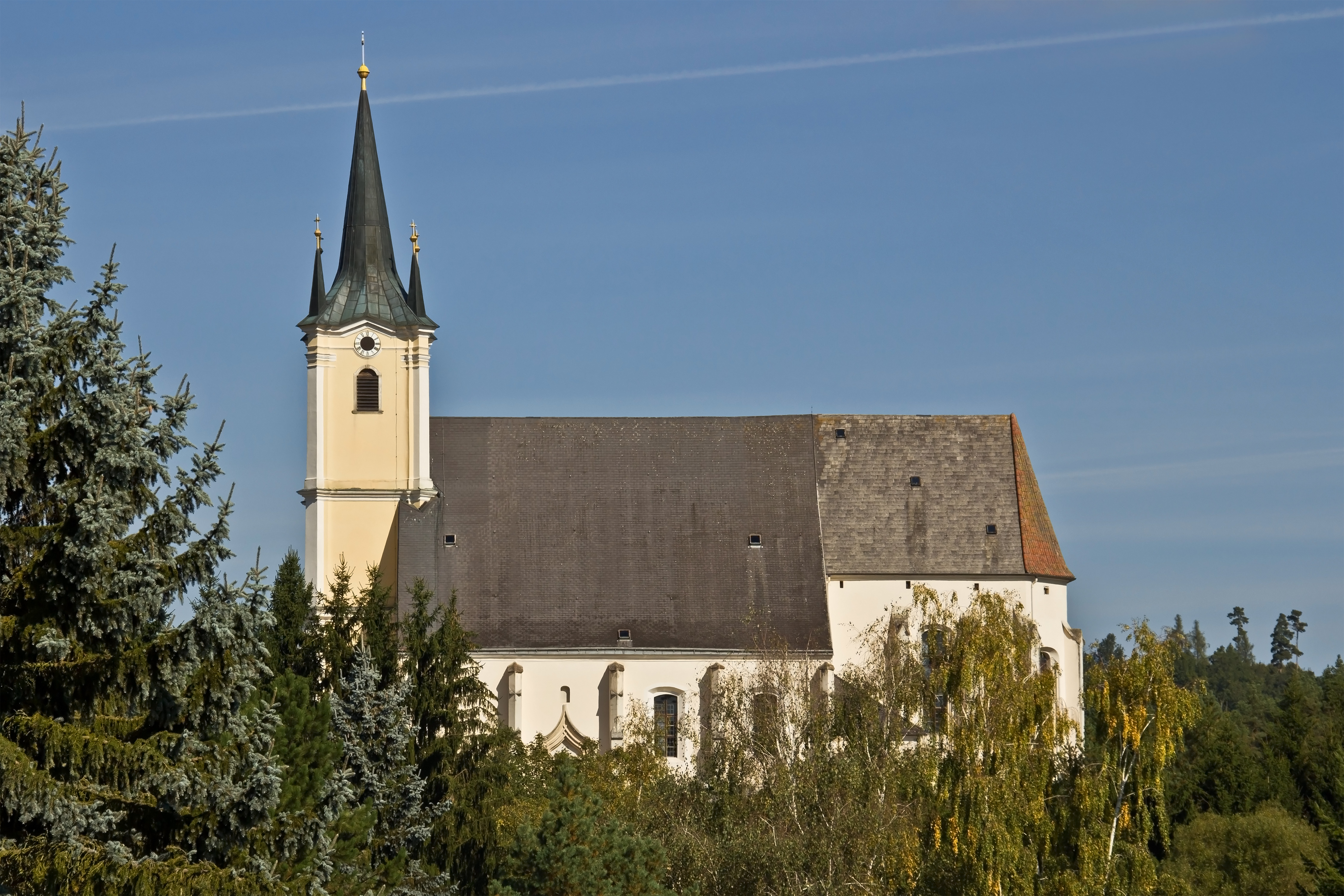
Парафіяльна церква міста Дрозендорф Штадт

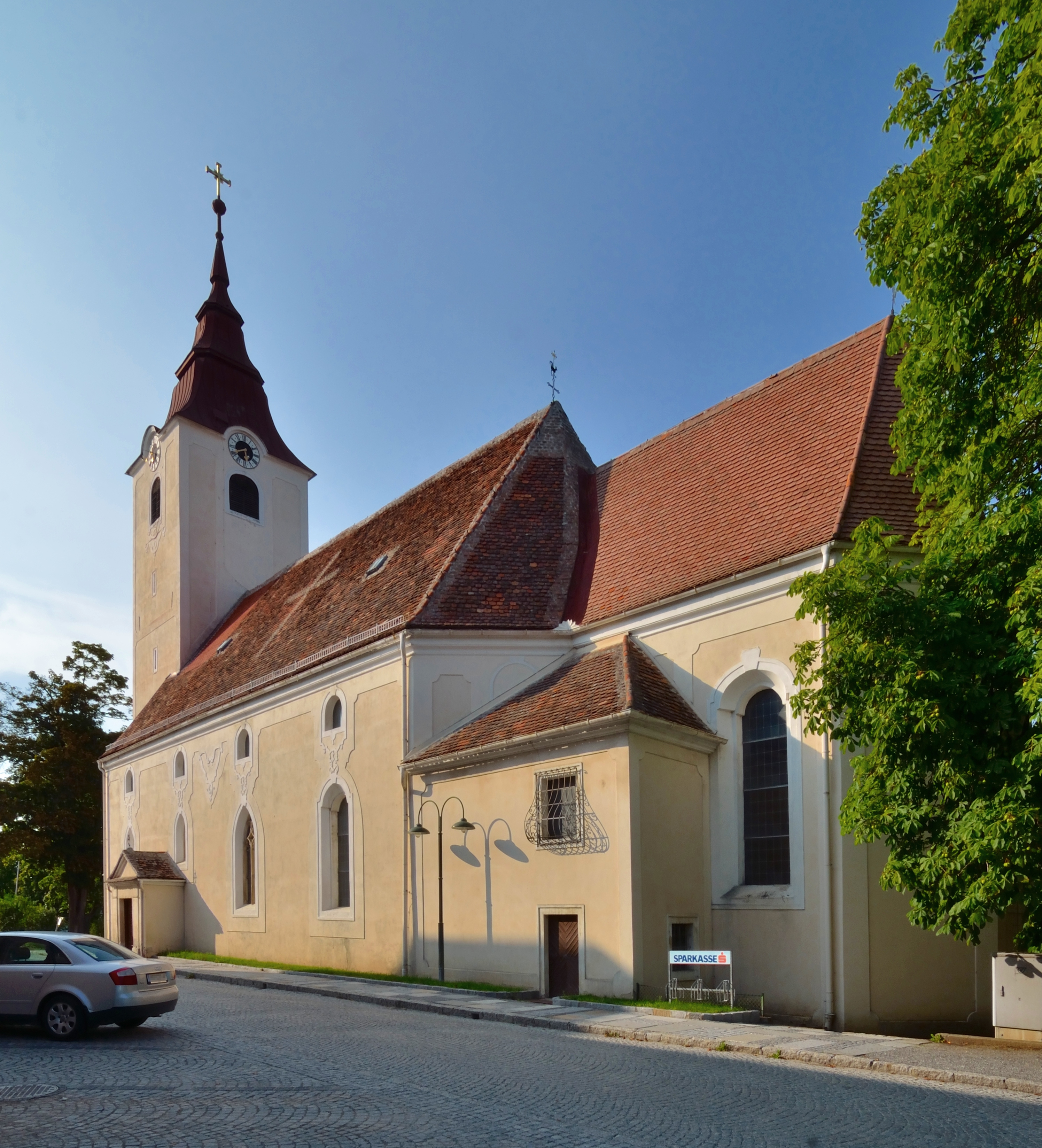
Міська церква міста Дрозендорф Штадт

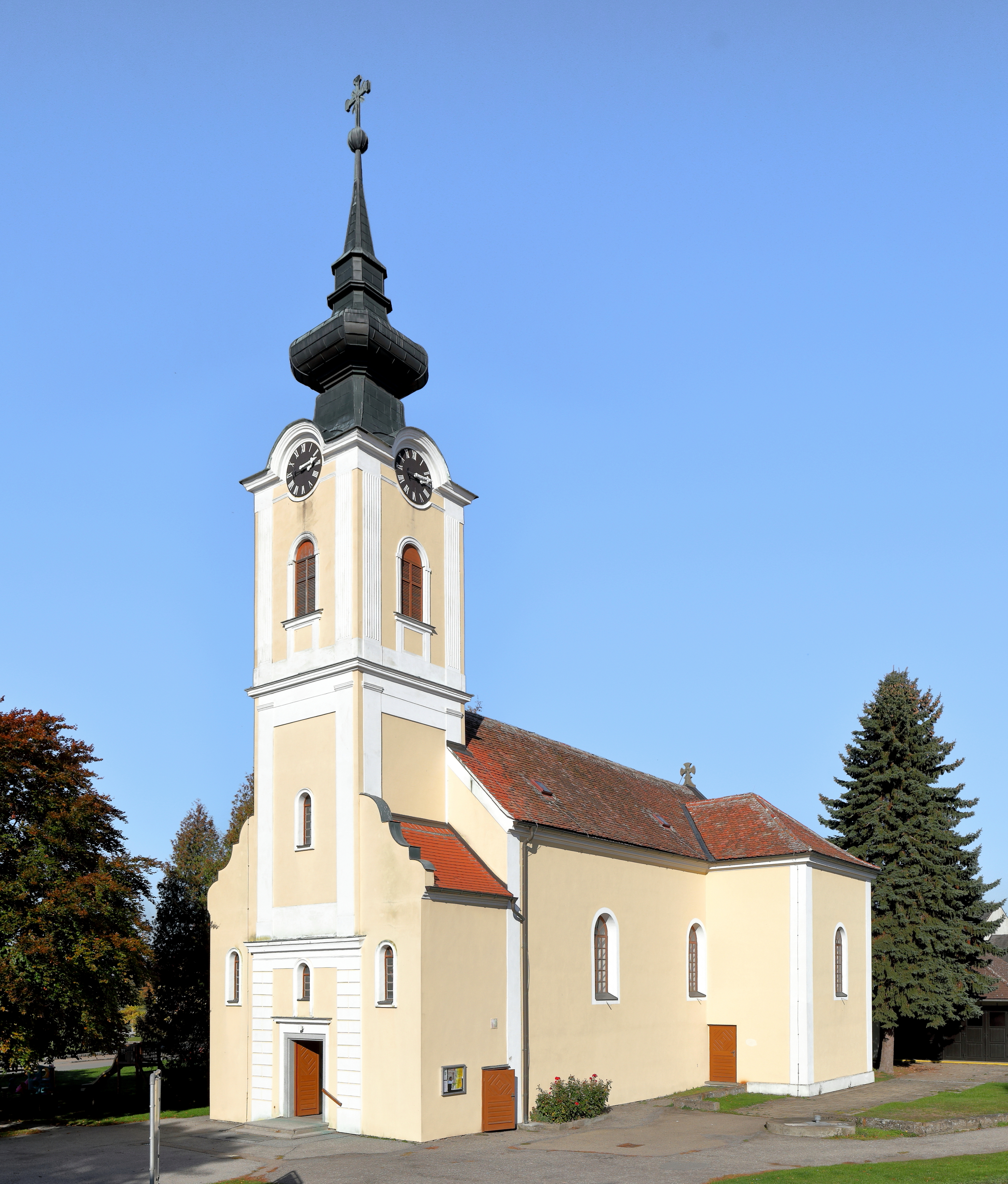
Парафіяльна церква села Циссерсдорф

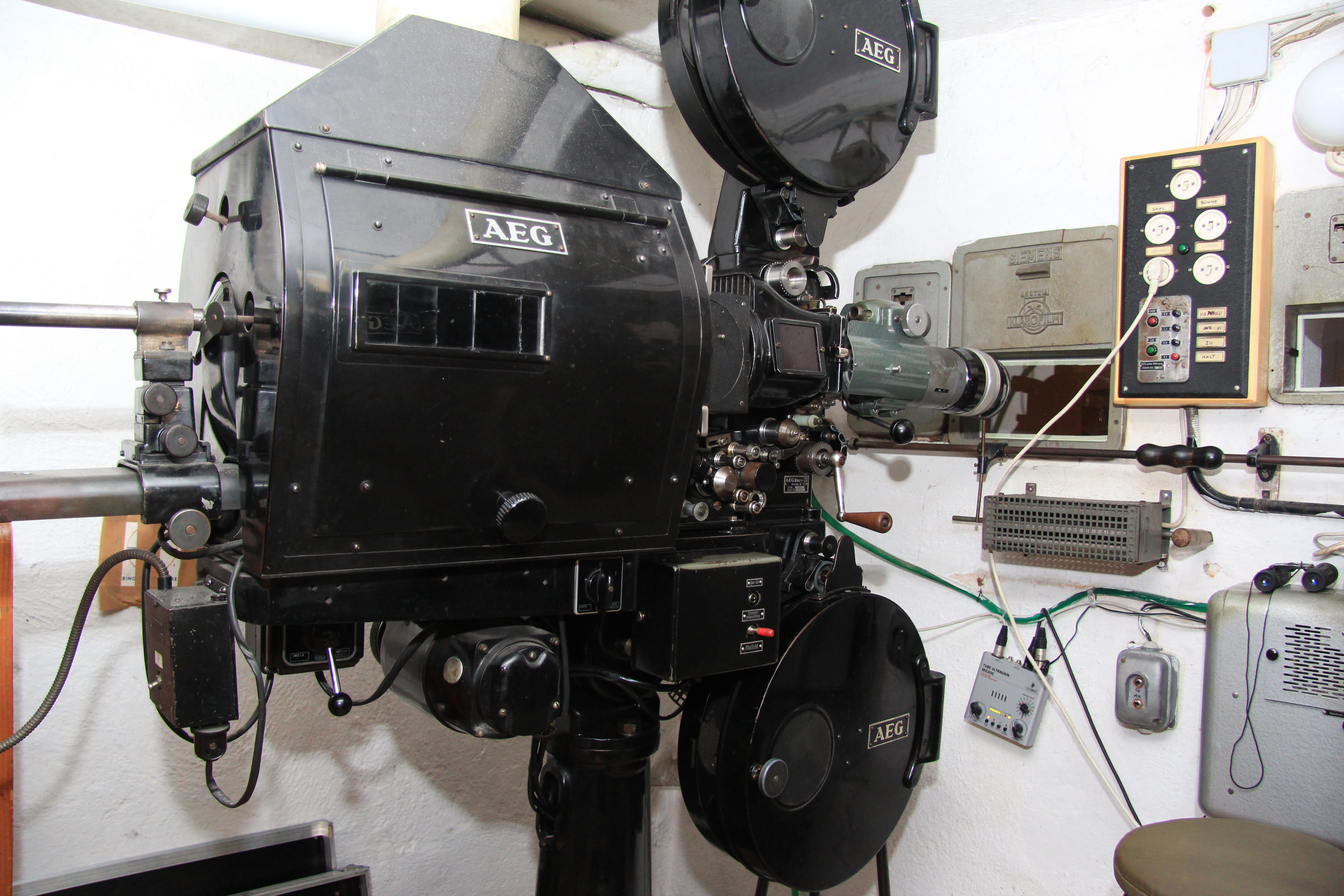
Проектор в кінотеатрі міста Дрозендорф Штадт

- Парафіяльна церква міста Дрозендорф Штадт: в основі XV століття, хорова контрфорса з датуванням: 1492 рік, ймовірно, зруйнована під час Тридцятилітньої війни та відбудована в бароковому стилі.

Дрозендорф Штадт
- Ратуша Дрозендорф-Циссерсдорф
- Міські укріплення міста Дрозендорф Штадт: Дрозендорф Штадт належить до небагатьох австрійських міст, які ще оточені повністю збереженою міською стіною.
- Міська церква у Дрозендорф Штадт: У пізньоготичній церкві Святого Мартина, побудованій близько 1461/1463 років, зберігаються реліквії катакомбної святої Валентини. Крім того, у склепінні під баштовим приміщенням знаходиться так званий Святий Гроб, який тодішній місцевий священник придбав у 1881 році у фірми Zbitek, що знаходиться в Богемії. Він складається з кольорових скляних каменів, які пришиті до картону з отворами і можуть бути підсвічені ззаду.
- Музей Франца-Кісслінга: Музей у колишньому міському шпиталі містить колекції краєзнавців Франца Ксавера Кісслінга та Раймунда Бауера. Тут можна побачити археологічні знахідки від палеоліту. Основну частину складають свідчення поселень неоліту (лінійно-стрічкова кераміка, культура Ленгель, тип Мьодлінг-Цьобінг/Євішовіце). Невеликі знахідки бронзової доби, натомість пізня залізна доба представлена багатими інвентарями. Також є знахідки раннього середньовіччя (слов'янські). Всі знахідки походять з околиць міста, частково з самого Дрозендорфа. Музей також має об'єкти, пов'язані з історією міста та етнографічні інвентарі.
- Замок Дрозендорф: В основі з часу близько 1200 року, перебудова в замок з 1692 року, сьогодні належить родині Хойос, з 1987 по 2021 рік був освітнім центром Нижньоавстрійської палати сільськогосподарських працівників, до того часу також функціонував як пансіонат. З 2022 року розпочато нове використання для туристичних цілей під новим орендарем.
- Цирк Дрозендорф: У рамках програми відпочинку дітей навчають професійні артисти і вони живуть у цирку.
- Зерносховище Дрозендорф, так званий Штоккастл: В основі церква Святого Мартина з часу близько 1200 року, після припинення використання як сакральної будівлі в 1460-х роках перебудована на шютткастен, у 19 столітті перебудована на в'язницю, знаходиться під охороною пам'яток.
- Кіноклуб Дрозендорф: Після закриття кінотеатру, відкритого у 1920 році в залі ресторану, клуб з червня 1990 року щомісяця показує аналогові фільми там і влітку іноді в саду. Для кінопроекторів з 1937 року були придбані дугові розряди з країн Сходу, а наразі вони з Індії.
- Роландова або ганебна колона на головній площі
- Пляжний басейн/Тайабад Дрозендорф: Довгий дерев'яний павільйон 1929 року є визначною будівлею прямо на річці Тая. Після розквіту в 1930-х роках і підйому в 1950-х роках, купальня занепала. У 1993 році дерев'яний павільйон Тайабаду був відремонтований, і пляжний басейн знову став місцем зустрічей суспільного життя міської громади.

Ельзерн
- Паломницька церква Марії Шнее

Циссерсдорф
- Католицька парафіяльна церква Циссерсдорф святих мучеників Іоанна та Павла: Зальний храм із круглим хором, збудований у йозефінському стилі. 37-метрова цибулинна вежа розташована між низькими прибудовами. З 1906 по 1908 роки церкву перебудували та розширили. Під час цього вона отримала сакристію та каплицю Божою Марії, які були прибудовані поперечно до основної будівлі.

## Економіка та інфраструктура
У 1977 році було 77 не сільськогосподарських робочих місць, а за даними обстеження 1999 року – 119 сільськогосподарських і лісових підприємств. За переписом населення 2001 року кількість працюючих за місцем проживання становила 529 осіб. Рівень зайнятості у 2001 році становив 41,25%.

### Транспортні зв'язки
- Залізниця: одна з цікавіших ліній стандартної колії в Австрії веде від громади Рец до громади Дрозендорф-Цісердорф (побудована в 1910 році, місцева залізниця Рец – Дрозендорф), але пасажирські перевезення на цій лінії було припинено 9 червня 2001 року. Наразі маршрут обслуговує NÖVOG, і протягом деяких місяців осені та літа (приблизно з травня по жовтень) старезний поїзд «Reblaus-Express» доставляє велосипедистів і туристів у Дрозендорф Штадт та Циссерсдорф з Реца на вихідних[2].
- Автобус: До Дрозендорф Штадт можна дістатися громадським автобусом від Горна, Реца, Раабс-ан-дер-Тая.
- Дорога: від Реца федеральна дорога Thayatal веде до Дрозендорф і далі через Раабс-ан-дер-Тая до Шремс. Інша федеральна дорога з'єднує Дрозендорф зі столицею округу Горн.

## Політики

### Муніципальна рада
Місцева рада налічує 19 депутатів.
- Після виборів до місцевих рад у Нижній Австрії в 1990 році місцева рада мала такий розподіл: 15 ÖVP і 4 SPÖ.
- Після виборів до місцевих рад у Нижній Австрії в 1995 році місцеві ради мали такий розподіл: 13 ÖVP, 3 SPÖ і 3 громадянські списки.
- Після виборів до місцевих рад у Нижній Австрії в 2000 році місцева рада мала такий розподіл: 14 ÖVP, 3 SPÖ і 2 FPÖ.
- Після виборів до місцевих рад у Нижній Австрії в 2005 році місцева рада мала такий розподіл: 15 ÖVP і 4 SPÖ.
- Після виборів до місцевих рад у Нижній Австрії в 2010 році місцева рада мала такий розподіл: 15 ÖVP, 2 Frische Liste, 1 SPÖ і 1 FPÖ.
- Після виборів до муніципальної ради в Нижній Австрії в 2015 році муніципальна рада мала такий розподіл: 14 ÖVP, 3 Frische Liste, 1 SPÖ і 1 FPÖ.
- Після виборів до муніципальної ради в Нижній Австрії у 2020 році муніципальна рада має такий розподіл: 14 ÖVP, 3 Frische Liste, 1 SPÖ та 1 FPÖ.

### Міський голова
- 1988 – 2009 Франц Крестан (ÖVP)
- 2009 – 2022 Йозеф Шпігль (ÖVP)
- З 2022 Роберт Фельдманн (ÖVP)

## Персоналії

### Почесний громадянин
- Фелікс Штайнах, судовий радник[3]

### Уродженці громади

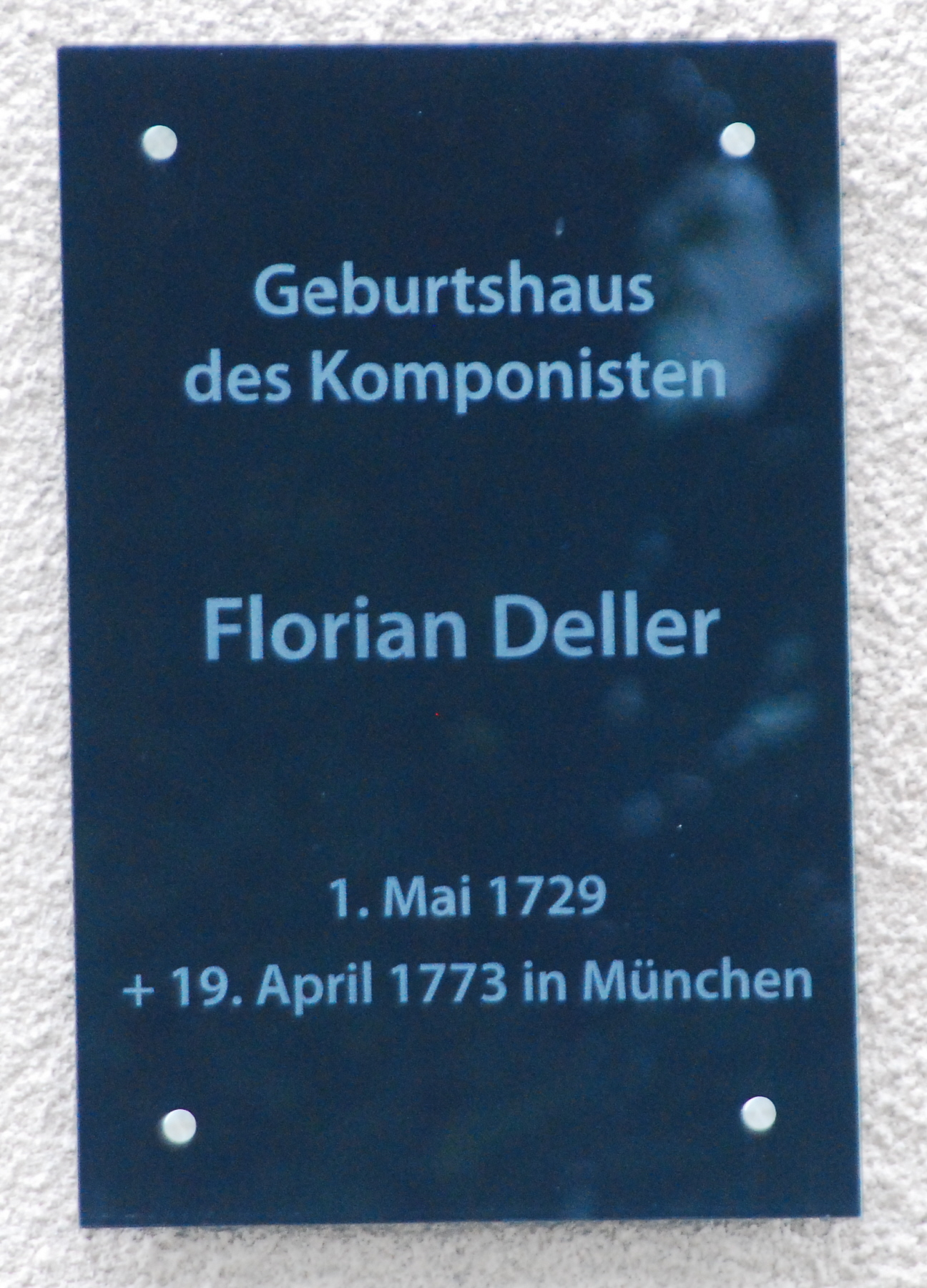
Меморіальна дошка Флоріану Деллеру

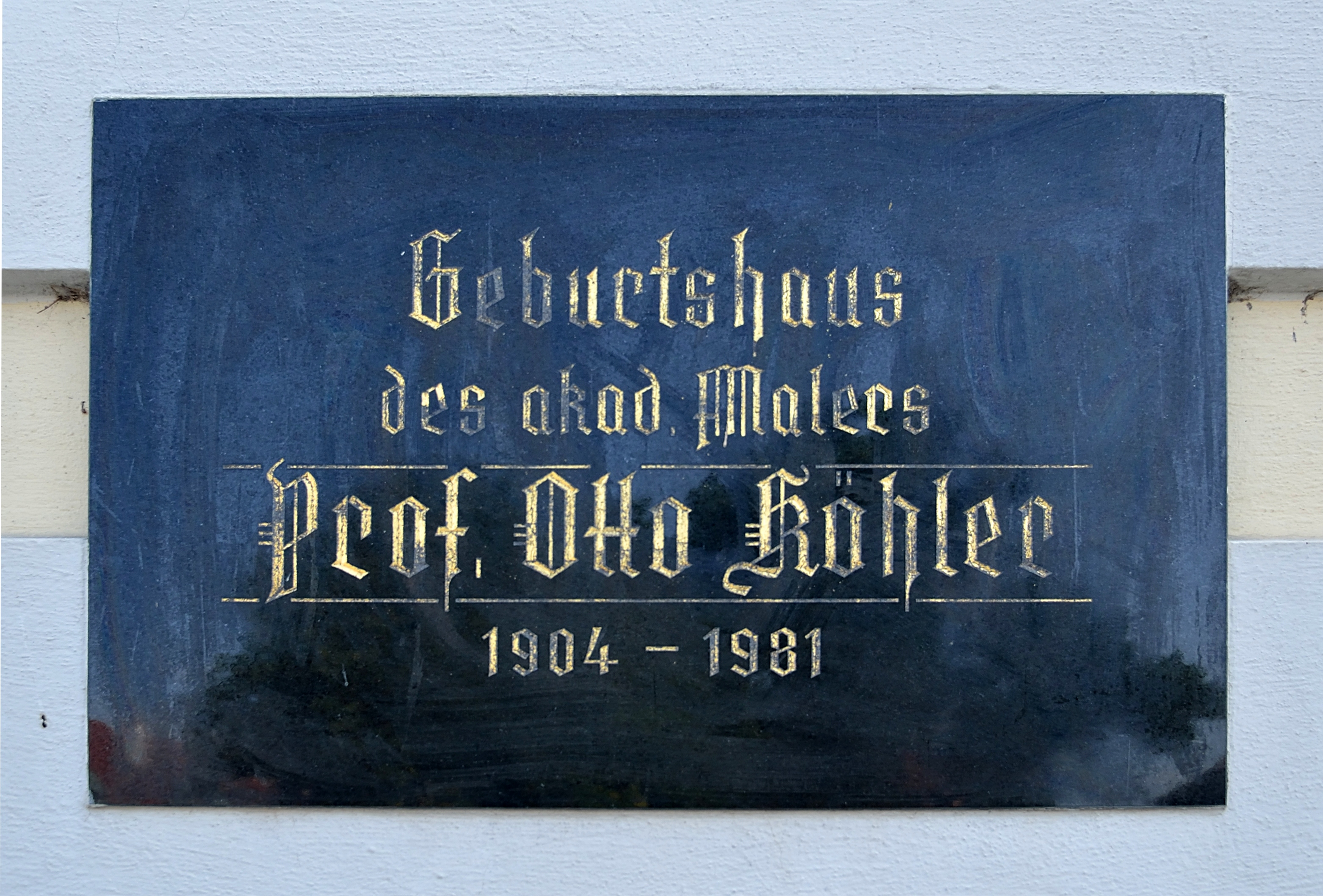
Меморіальна дошка Отто Келеру

- Флоріан Йоганн Деллер (1729 — 1773) — композитор епохи бароко в країні та за кордоном. Останнім часом його музичні твори заново відкривають і виконують все частіше.
- Фердинанд Нойнтойфль (1854 — 1939) — фермер і політик, член Палати представників 1897–1900
- Карл Біттер (20 вересня 1870 — 7 квітня 1954) — м'ясник, підрядник бетонного заводу, мер, депутат парламенту Нижньої Австрії. Державна торгова рада, голова районного дорожнього комітету, головний спонсор паломницької церкви Марії Сніжної.
- Отто Келер (3 червня 1904 — 1 вересня 1981) — академічний художник, професор у Piaristengymnasium Krems, популярний фресковий живописець, автор численних фрескових розписів у церквах і на будинках (напр. середня школа B. Drosendorf) у Вальдфіртелі та Вахау
- Раймунд Бауер (1913–2000) — краєзнавець
- Герман Валента (1923–2018) — академічний скульптор і живописець
- Франц Георг Краусль (9 грудня 1936 — 27 вересня 2006) — міський літописець, шкільний радник і нагороджений Перстнем пошани міста Дрозендорфа
- Франц Крестан, (нар. 9 серпня 1946 р.) — мер 1988–2009 рр., володар почесного перстня муніципалітету Дрозендорф-Циссердорф, фотограф

### Люди, пов'язані з громадою
- Ріхард Блетшахер (нар. 1936) — німецький драматург і письменник, живе в Дрозендорфі та Відні
- Тут був ув'язнений розбійник Йоганн Георг Гразель (1790 — 1818)[4]
- Ернст Карл Гойос-Шпрінценштайн (1830 — 1903) — власник замку Дрозендорф
- Ернст Карл Генріх Гойос-Шпрінценштайн (1856 — 1940) — власник замку Дрозендорф
- Ганс Гойос-Спрінценштайн (1923 — 2010) — власник замку Дрозендорф
- Маркус Хойос (нар. 1960) — власник замку Дрозендорф
- Рудольф Гойос-Спрінценштайн (1884 — 1972) — власник замку Дрозендорф
- Франц Ксавер Кісслінг (1859 — 1940) — краєзнавець, етнічно-німецький письменник-націоналіст і діяч гімнастичного руху
- Вольфганг Мюллер-Функ (нар. 1952) — літературознавець і культуролог
- Вільгельм Ранецький (1916 — 2008) — старший шкільний інспектор, драматург, автор кількох п’єс, лауреат Австрійської державної премії за драматургію 1955 року, член-засновник Літературної робочої групи Асоціації освіти та краєзнавства Нижньої Австрії, володар Золотої медалі Пошани за заслуги перед державою Нижня Австрія та Дошки пошани міста Горн
- Едвін Шрайбер (1894 — 1947) —  мер до березня 1938 року, а потім знову з 1945 по 1947 роки, музикант, композитор і голова співочого клубу
- Мелла Вальдштайн (нар. 1964, Париж) — журналіст і публіцист